# Dichagyris afghana
Dichagyris afghana là một loài bướm đêm trong họ Noctuidae.